# (1239) Queteleta
(1239) Queteleta es un asteroide que forma parte del cinturón de asteroides y fue descubierto por Eugène Joseph Delporte el 4 de febrero de 1932 desde el Real Observatorio de Bélgica, Uccle.

## Designación y nombre
Queteleta recibió al principio la designación de 1932 CB.
Posteriormente se nombró en honor del astrónomo y naturalista belga Lambert Adolphe Jacques Quetelet (1796-1874).

## Características orbitales
Queteleta está situado a una distancia media de 2,66 ua del Sol, pudiendo acercarse hasta 2,036 ua. Tiene una excentricidad de 0,2345 y una inclinación orbital de 1,662°. Emplea 1584 días en completar una órbita alrededor del Sol.